# Albaranzeuli Nero
Albaranzeuli Nero ist eine Rotweinsorte, die in der italienischen Region Sardinien kultiviert wird. Sie wird im Allgemeinen nicht reinsortig ausgebaut, sondern als Verschnittpartner verwendet. Obwohl ihr Anbau in der Provinz Nuoro empfohlen wird, lag die bestockte Rebfläche in den 1990er Jahren bei geringen 9 Hektar.
Vermutungen legen nah, dass die Rebsorte während der katalanischen Besatzungszeit von 1323 bis 1713 von der Iberischen Halbinsel eingeführt wurde.
Auf Sardinien wird auch die weiße Rebsorte Albaranzeuli Bianco angebaut.

## Synonyme
Albaranzeuli Nero ist auch unter den Namen Albaranzeuli nero, Albarenzelin nero, Alvaranzeuli nero und Alvarenzelin nero bekannt.

## Ampelographische Sortenmerkmale
In der Ampelographie wird der Habitus folgendermaßen beschrieben:
- Die Triebspitze ist offen. Sie ist nur leicht behaart. Die hellgrünen Jungblätter sind fast unbehaart.
- Die großen Blätter sind fünflappig und tief gebuchtet (siehe auch den Artikel Blattform). Die Stielbucht ist lyren-förmig offen. Das Blatt ist spitz gezahnt.
- Die walzenförmige Traube ist groß und recht dichtbeerig. Die rundlichen Beeren sind mittelgroß und von rötlich-violetter Farbe.

Die Rebsorte reift ca. 30 Tage nach dem Gutedel und gehört damit zu den Rebsorten der mittleren dritten Reifungsperiode (siehe das Kapitel im Artikel Rebsorte). Sie gilt somit als spät reifend.
Albaranzeuli Nero ist eine Varietät der Edlen Weinrebe (Vitis vinifera). Sie besitzt zwittrige Blüten und ist somit Selbstbefruchter. Beim Weinbau wird der ökonomische Nachteil vermieden, keinen Ertrag liefernde männliche Pflanzen anpflanzen zu müssen.